# Graviditet

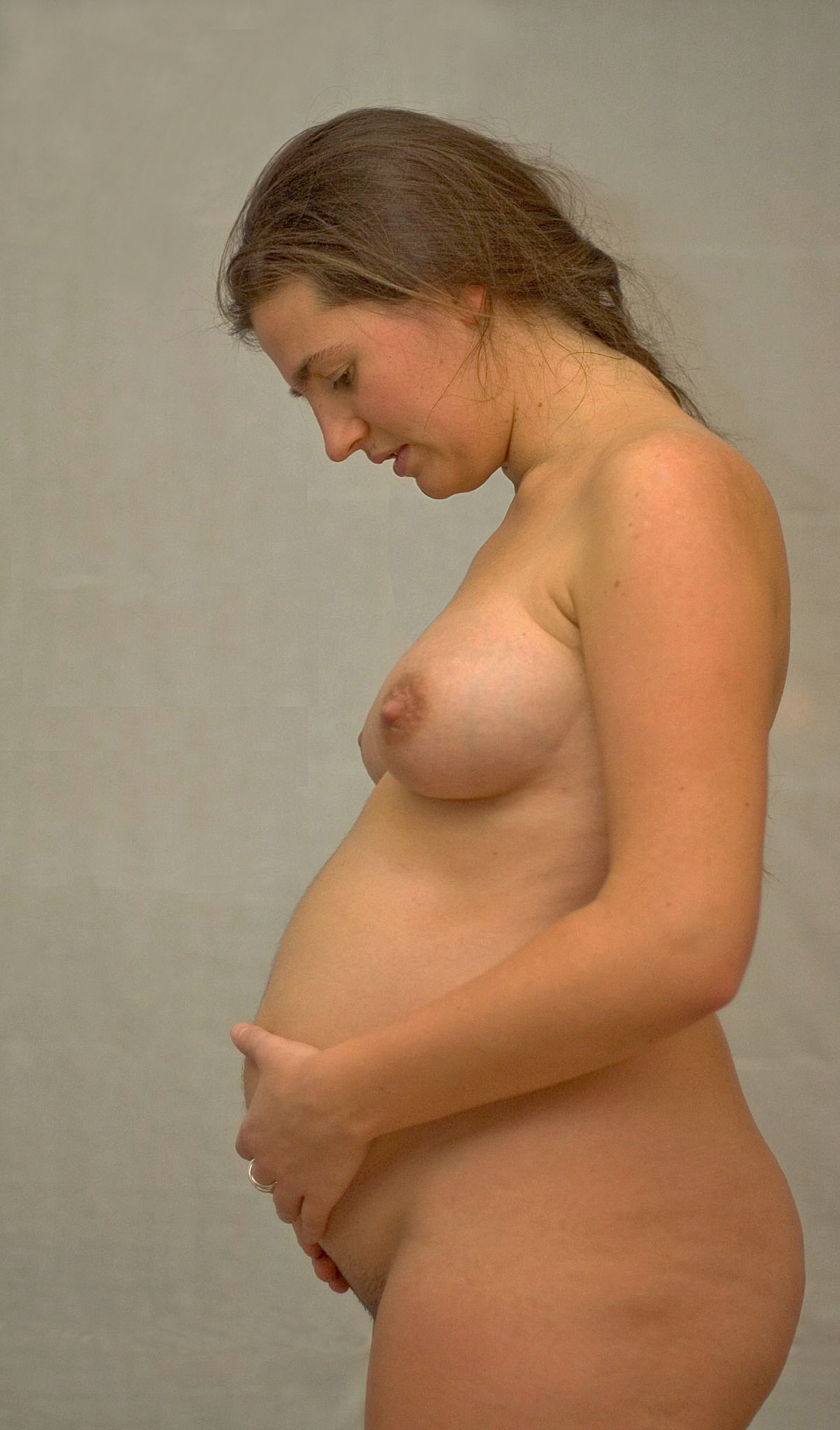
En gravid kvinna i 26:e havandeskapsveckan.

Graviditet eller havandeskap kallas det tillstånd hos kvinnan som uppstår när en befruktad äggcell utvecklas till ett embryo och sedan ett foster.
Vanligen räknas graviditetens första dag från den senaste menstruationens första dag, det vill säga innan ägget är befruktat, vilket ger en genomsnittlig graviditetslängd på 40 veckor innan den gravida i en vaginal förlossning eller genom kejsarsnitt framföder barnet. Föds barnet tidigare än vecka 37 brukar man räkna det som för tidigt fött; sådana barn kallas prematura. Att barn föds från vecka 37 och fram till vecka 42 brukar räknas som normalt.
Finns mer än en äggcell tillgänglig kan alla befruktas av var sin spermie med en senare flerbarnsbörd som resultat (tvillingar, trillingar eller flera; varje ägg kan dock normalt endast befruktas av en spermie och motsatsen leder till spontanabort). Enäggstvillingar uppstår ur ett enda befruktat ägg.

## Graviditetens början
Genom graviditetstest med urinprov är graviditet möjlig att fastställa 10 till 12 dagar efter att menstruationen uteblivit. BIM (beräknad icke mens) är den förväntad första dag för utebliven mens vid graviditet. Kvinnan ändrar hormoncykel och brösten kan öka i storlek och kännas spända. En del kvinnor upplever stark trötthet, andra mer eller mindre kraftigt illamående och många kvinnor kräks på morgnarna under de första tre månaderna av graviditeten. Under dessa månader så syns inte graviditeten utanpå kvinnan eftersom embryot är så litet att livmodern fortfarande är belägen i lilla bäckenet.

## Moderns kroppsliga reaktioner på graviditet
Under fjärde månaden, då alla organ är anlagda, tillväxer både fostret och livmodern och kvinnan kan nu ana livmoderns övre kant om hon ser sig själv i profil i spegeln. De första fosterrörelserna kan kvinnan känna någon gång under graviditetsveckorna 17–20. Omföderskor brukar lägga märke till dem något tidigare än förstföderskor, eftersom de känner igen de små rörelserna från sina tidigare graviditeter. Kvinnan kan också börja bli extra hungrig och/eller mer stressad. I denna del av graviditeten börjar kvinnor i allmänhet använda särskilda kläder för gravida, som ofta kallas mammakläder.

### Hudförändringar
Nästan alla gravida upplever förändringar i huden under graviditet. Det vanligaste är att kvinnan drabbas av lokal hyperpigmentering, melasma i ansiktet, en mörk vertikal linje ner från naveln (linea nigra), mörkare bröstvårtor och vårtgårdar, pigmentering av stjärten och blygdläpparna,  med mera. Till följd av viktuppgång kan kvinnan drabbas av bristningar (striae gravidarum). Några kan drabbas av allergiliknande utslag, PUPPP. 
Håret kan förändras, genom håravfall (se kvinnligt håravfall), men några upplever förbättrad hårkvalitet. Ödem, särskilt i anklar, är vanligt under slutet av graviditeten. Många av symtomen, även bristningar, är ovanliga bland mörkhyade personer av asiatiskt eller afrikanskt ursprung.

### Sköldkörteln
Ämnesomsättningen styrs av sköldkörteln och dess hormoner. Funktionen är extra viktig under graviditet. Störningar hos modern kan leda till att utvecklingen av fostrets centrala nervsystem störs (exempelvis kretinism). Sköldkörtelns hormoner bildas av jod, och WHO rekommenderar därför extra jodtillskott under graviditet. Många kvinnor diagnosticeras med antingen hypotyreos eller giftstruma under eller efter graviditeten. En särskild form av sköldkörtelsjukdom som kan drabba modern till följd av graviditet är postpartumtyreoidit.

### Bukmuskler
Många gravida har kvar en utputande mage, så kallad ”mammamage” (rektusdiastas), en tid efter att barnet har fötts. Det beror på att den raka bukmuskelns två muskelbukar går isär för att vävnaden mellan dem (linea alba) utvidgas. Hos en del kvinnor blir diastasen bestående med försämrad funktion, aktivitetsförmåga och hälsorelaterad livskvalitet. Rektusdiastas behandlas oftast med träning som ska stärka buk- och bålmusklerna och minska diastasen. Om träning inte ger resultat kan det bli aktuellt med operation som återställer den raka bukmuskelns ursprungliga läge.

## Fosterutveckling
Graviditetens längd räknas i praktiken oftast i fullgångna graviditetsveckor (fgv), vilket räknas i hur många veckor som gått sedan första dagen på senaste menstruationen. I vissa sammanhang anges graviditetens längd i fostrets ålder, vilket i genomsnitt är 2 veckor mindre än fgv.

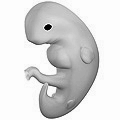
Embryo 4 veckor efter befruktning
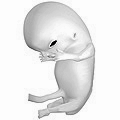
Foster 8 veckor efter befruktning
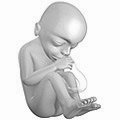
Foster 18 veckor efter befruktning
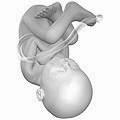
Foster 38 veckor efter befruktning
Relativ storlek under första månaden
Relativ storlek under tredje månaden
Relativ storlek under femte månaden
Relativ storlek under nionde månaden

## Graviditetens slutfas
Fram till den 32:a veckan är barnet utan underhudsfett och väger 1–1,8 kg om det föds då. Under hela perioden från 4:e till 7:e graviditetsmånaden har fostret gott om plats att röra sig på och är en relativt lätt börda, om man räknar bort moderkakans och livmoderns ökade vikt. Därefter ökar barnet allt kraftigare i vikt, och livmodern har i slutet av graviditeten pressat undan övriga organ nedanför mellangärdet (diafragma) uppåt-utåt. Kvinnan kan uppleva det som att det är svårt att andas djupt. Någon gång under graviditetens sista hälft sjunker fostret med huvudet först ner i bäckenet igen och ställer in sig för att födas. Denna inställning, kallad fixering, kan leda till att de kvinnor som lidit av exempelvis ryggvärk under graviditeten upplever lindring av besvären. Sparkar mot urinblåsan upphör, men å andra sidan kan bebisens hårda huvud nu trycka ordentligt mot urinblåsa och tarm. Ryggbesvär, värk i ljumskarna eller ner mot skinkorna beror ofta på graviditetens hormonella påverkan på bäckenets fogar. Det kallas foglossning eller bäckenuppluckring och syftar till att mjuka upp fogarna för att ge utrymme för barnets huvud under förlossningen. När barnet är fött stelnar dessa fogar igen. 
Graviditeten avslutas av en förlossning där kvinnan föder fram barnet, moderkakan och fosterhinnorna.

## Juridik

### Sverige
Under graviditeten utvecklas embryot och organen tillväxer och mognar under fosterstadiet, som har en något flytande gräns beroende på fostrets mognadsgrad. När fostret framfötts är det juridiskt sett ett barn från och med utgången av havandeskapsvecka 22, dvs. från och med dag 22+0 (dag 154), även om det inte är moget för ett liv utanför livmodern. Graviditetens längd räknas från senaste menstruationens första dag (dvs. dag 0+0), men om graviditetens längd fastställts genom ultraljud används istället den beräkningsmetoden eftersom den anses vara säkrare. Om barnet föds tidigare och visar livstecken definieras det också juridiskt som ett barn.
Dödfödda foster födda före havandeskapsvecka 22 räknas som "spontanabort" (på vardaglig svenska missfall). Ett barn registreras i svensk folkbokföring oavsett om det föds levande eller är dödfött från och med vecka 22 i graviditeten, eftersom det då räknas som livsdugligt. Även något mer prematura barn kan överleva, men om sådana barn är dödfödda registreras de alltså inte i svensk folkbokföring. Som dödfödda barn räknas alla födda som inte visat livstecken efter havandeskapsvecka 22. Juridiskt innebär det att föräldrar vars barn är dödfött eller dör strax efter förlossningen måste arrangera en begravning för barnet. Ett foster som visat livstecken, fött före vecka 22, rapporteras av barnmorskan till folkbokföringen som levande fött barn och senare som avlidet, om barnet dör, av den läkare som vårdat barnet. 
Kvinnan, som från början av graviditeten levt i symbios med embryot-fostret-barnet, har i svensk vård möjlighet att besluta om ett så förlorat barn ska begravas i egen kista eller tillsammans med en annan avliden. Det är viktigt för kvinnans psykiska hälsa att de graviditeter som inte avslutas med ett levande fött barn också avslutas som andra graviditeter. Det innebär att om man konstaterar att barnet avlidit i livmodern, så försöker man så snart som möjligt att få till stånd en normal förlossning, vilket som regel brukar ske efter en natts avvaktande. Den medicinska behandlingen är densamma som vid sena provocerade aborter under graviditetsvecka 14 till 20.
Enligt svensk abortlagstiftning får kvinnan själv bestämma om hon vill fortsätta eller avbryta sin graviditet fram till graviditetsvecka 18. För abort efter graviditetsvecka 12 använder man begreppet "sen abort" och kvinnan måste genomgå en behandling som kräver inläggning på sjukhus. Innan hon skrivs in erbjuds hon samtal med psykosocialt skolad kurator och gynekolog om innebörden av en abort både i det korta och långa perspektivet, framtida behov av preventivmedel, och om de risker som är förknippade med sena aborter.
Flertalet aborter i Sverige sker numera i tidig graviditet, då kvinnan med hjälp av graviditetstest tidigt kan få besked om huruvida hon är gravid eller inte. Dessa aborter sker nu i allt större utsträckning genom att kvinnan får läkemedel som startar ett förlossningsliknande förlopp.

## Möjliga komplikationer
Komplikationer som kan uppstå vid graviditet är till exempel:
- Moderkakslossning (ablatio placentae) – moderkakan lossnar innan förlossning. Detta kan vara en livsfara för såväl fostret som modern.

Efter befruktningen kan problem utkomma för ägget att fästa på rätt ställe. Detta kallas utomkvedshavandeskap, när fostret implanterar sig utanför livmodern. Symptomen på detta är till exempel starka smärtor i början av en graviditet.
- Fetalt alkoholsyndrom

Alkoholkonsumtion under graviditet kan störa utvecklingen av ett fosters hjärna under de kritiska perioderna av differentiering och tillväxt. Detta kan ske under alla tre trimestrar. Typen och graden av påverkan beror på ett komplext samspel mellan faktorer som dos, tidpunkt för alkoholexponeringen och varaktighet av exponering. Även mammans och barnets genetiska upp- sättning tillsammans med andra faktorer såsom barnets kön, mammans kost och eventuell undernäring, har betydelse för eventuella skador på fostret.
Diagnosen fetalt alkoholsyndrom (FAS) beskriver fysiska avvikelser i form av tillväxtstörning och speciella ansiktsdrag samt tecken på avvikande funktion i centrala nervsystemet. Under fetala alkoholspektrumstörningar (FASD) ingår även pFAS (partiell FAS) där bilden av avvikelser är densamma som hos FAS, men där kriterierna för en fullständig FAS-diagnos bara delvis är uppfyllda. Ytterligare ett tillstånd kallas ARBD (alcohol-related birth defects). Dessa diagnoser (förutom FAS) används inte i Sverige och vetenskapen är tvetydig gällande ifall en sådan diagnos kan ställas.

### Förlossningsskador
De flesta förlossningar förlöper utan komplikationer för mor och barn. Det uppstår dock ofta lindriga bristningar i underlivet. Allvarligaste bristningarna i underlivet är analsfinkterskador. Riskfaktorer är stort barn, avvikande bjudning, instrumentell förlossning (sugklocka, tång), att vara förstföderska och att vara könsstympad.
- Analsfinkterskador av allvarliga typ kan upptäckas och åtgärdas i större utsträckning om man använder ultraljud direkt efter förlossning.[18]
- När vårdpersonal deltagit i utbildningsprogram som syftar till att barnet inte föds fram för snabbt, att mellangården skyddas genom olika handgrepp och att klipp i mellangården utförs när det är nödvändigt, leder det till att antalet upptäckta analsfinkterskador minskar.[18]
- Hos förstföderskor som förlöses med sugklocka, kan klipp förebygga en del analsfinkterskador, samtidigt som ingreppet i sig orsakar en bäckenbottenskada. Även varma, våta kompresser mot mellangården under utdrivningsskedet har en viss skyddande effekt mot analsfinkterskador.[18]

## Resa vid graviditet

William Hunter, Anatomia uteri humani gravidi tabulis illustrata, 1774

Själva flygresan skadar inte fostret. Vid slutet av graviditeten (8:e till 9:e månaden) inför dock många flygbolag särskilda restriktioner då man är rädd för att förlossningsarbetet skall starta under flygresan. 
Vid långvarigt stillasittande som vid till exempel en flygresa finns en ökad risk för gravida att drabbas av djup ventrombos. Detta kan motverkas något genom att ställa sig upp och gå runt med jämna intervaller. 
Resevaccinationer med levande vaccin bör undvikas under graviditet till exempel gula febern och BCG (tuberkulosvaccin), liksom vissa profylaktiska malariamedel.